# (8181) Россини
(8181) Россини (лат. Rossini) — типичный астероид главного пояса, открыт 28 сентября 1992 года советским астрономом Людмилой Журавлёвой в Крымской астрофизической обсерватории и 4 мая 1999 года назван в честь итальянского композитора Джоаккино Россини.

## Обнаружение и именование
(8181) Россини
Открыт 28 сентября 1992 года в Научном Л. В. Журавлёвой.
Назван в память о знаменитом итальянском композиторе Джоаккино Антонио Россини (1792—1868).
Оригинальный текст (англ.)8181 Rossini
Discovered 1992-09-28 by Zhuravleva, L. V. at Nauchnyj.
Named in memory of the famous Italian composer Gioacchino Antonio Rossini (1792—1868).
Источники: DISCOVERY.DB; M.P.C. 34627.

## Орбита

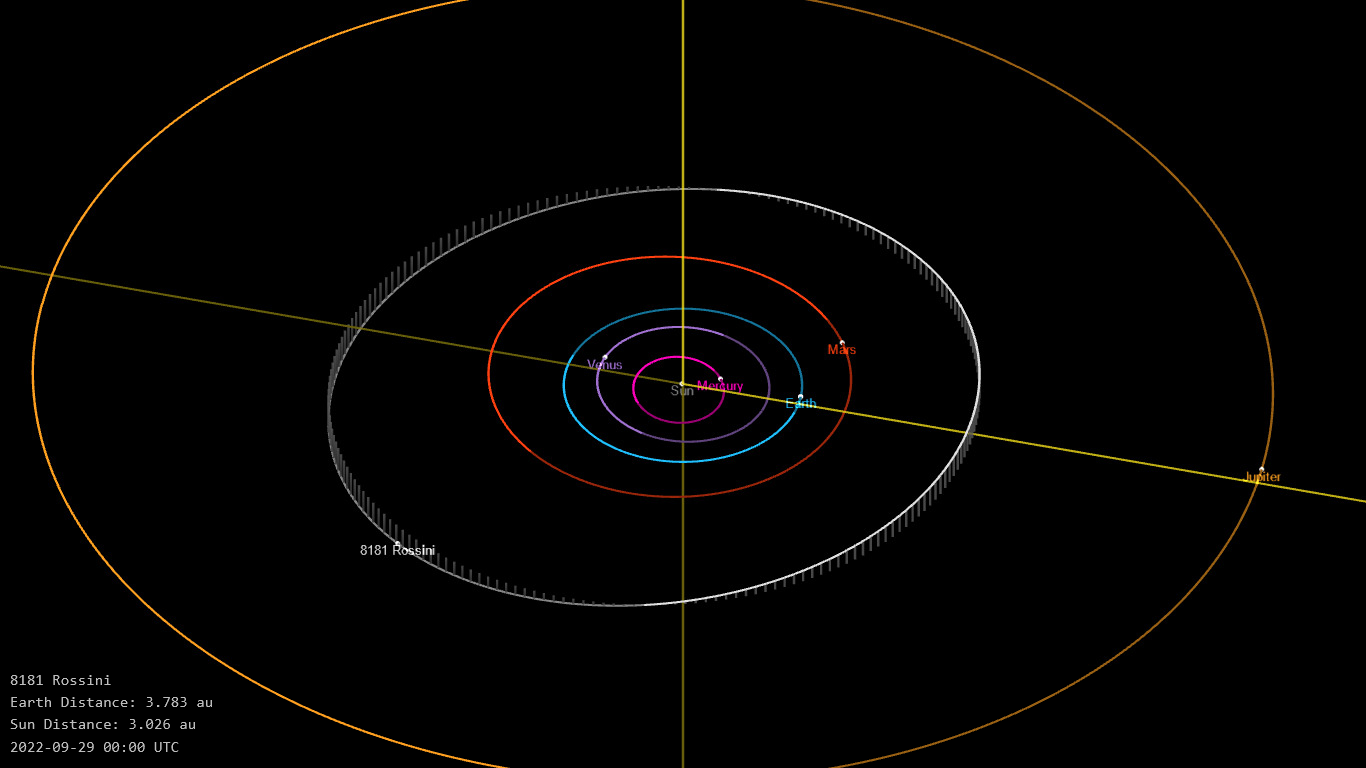
Орбита астероида Россини и его положение в Солнечной системе

## Физические характеристики
Из наблюдений системы телескопов панорамного обзора и быстрого реагирования Pan-STARRS и из наблюдений корейской сети телескопов Korea Microlensing Telescope Network (KMTNet) следует, что астероид относится к таксономическому классу C.
По результатам наблюдений в видимом и ближнем инфракрасном диапазоне космического телескопа NEOWISE и наблюдений в инфракрасном диапазоне спутника Akari диаметр астероида оценивался равным 10,518±0,070 км и 13,33±0,96 км. Согласно тем же источникам альбедо оценивается как 0,1211±0,0219, 0,099±0,015 и 0,121±0,022.